# Otinotus indicatus
Otinotus indicatus är en insektsart som beskrevs av Melichar. Otinotus indicatus ingår i släktet Otinotus och familjen hornstritar. Inga underarter finns listade i Catalogue of Life.